# Č
La lettera Č (in minuscolo č) viene utilizzata in berbero ed in alcune lingue dell'Europa Orientale (slave e baltiche) per il suono [tʃ] (consonante affricata postalveolare sorda, una c dolce come quella in ciao), in particolare negli alfabeti sloveno, croato, bosniaco, slovacco, ceco, lettone, lituano, serbo, friulano. In serbo qualora si utilizzi l'alfabeto cirillico questa lettera si scrive Ч, come anche in macedone, bulgaro, ucraino, bielorusso e russo e in altre lingue che usano tale alfabeto.
È formata dalla composizione di un háček con la lettera C dell'alfabeto latino.
Le lettere Č e č si possono scrivere sul computer digitando rispettivamente 010C+ALT+X e 010D+ALT+X.
In molte lingue lo stesso suono è rappresentato da un gruppo di lettere, come nel tedesco tsch, o nell'inglese e nello spagnolo ch.